# Mariano Goybet
Mariano Francisco Julio Goybet (17 de Agosto de 1861 - 29 de Setembro de 1943) foi um general do Exército francês, que ocupou vários altos comandos na Primeira Guerra Mundial.

## Antes da guerra
Goybet nasceu em Saragoça, Espanha, de Pierre Jules Goybet e Marie Goybet. Foi educado no Lycée de Lyon e depois na Escola Militar Especial de Saint-Cyr, onde se graduou como sous-lieutenant em 1884.
Ele serviu no 2 º Regimento de Tirailleurs Algériens ("Turcos"), onde se casou com Marguerite Lespieau, a filha de seu comandante, General Theodore Lespieau, que havia lutado na Guerra da Crimeia, na conquista francesa de Kabylie, na Guerra Franco-Prussiana e na Comuna de Paris). Goybet foi promovido a tenente no 140º Regimento de Infantaria, estacionado em Grenoble, e depois frequentou a L'Ecole de Guerre (Escola de Guerra), graduando-se com honras em 1892.
Ele serviu como funcionário da 27 ª Divisão de Infantaria, foi promovido a capitaine em 1893 e foi nomeado oficial ordenado pelo General Zédé, Governador de Lyon, em 1896. Ele comandou uma companhia do 99º Regimento de Infantaria, e na sequência de outra promoção, ele foi feito  chef de bataillon do 159º Regimento de Infantaria.
Em 1907 ele assumiu o comando do 30º Batalhão de Caçadores Alpinos como Tenente-coronel. Ele ainda estava no comando desse batalhão quando foi promovido a coronel. Ele era um bom alpinista e esquiador e fez muitas ascensões traiçoeiras com as suas tropas nos Alpes, incluindo Monte Branco, La Meije e La Grande Casse).
Fonte:.

## 1914 Alsácia e Vosges
No começo da Primeira Guerra Mundial, ele foi designado para a frente de Vosges com seu batalhão Alpino. Em Agosto, as primeiras batalhas na Alsácia foram vitoriosas: Gunsbach, Logelbach, Münster. Ele apreendeu um comboio de infantaria (Bávaro) em Col Manday. Ele foi colocado no comando do 152º regimento de infantaria e o sucesso na Alsácia foi repetido em Vosges (Ormont e Spitzenberg).
Ele então assumiu o comando da 81ª Brigada e suas tropas tomaram Steinbach na Alsácia.
O seu filho, o sargento Frederic Goybet, foi morto, tendo lutado em Vosges e no Somme. Meses depois, ele perdeu outro filho, o ajudante Adrien Goybet, que morreu conduzindo a sua seção em direção às trincheiras de Vandales em 1915.
Fonte:

## 1915 Verdun
Goybet foi ferido duas vezes em Hartmannswillerkopf. Depois, ele juntou-se ao 98º Regimento de Infantaria (parte da 50ª Brigada e 25ª Divisão) na frente de Verdun. No outono, sua divisão foi transportada para o norte até á Batalha do Somme. Ele comandou a 50ª Brigada.
Foi agraciado com a Ordem do Exército pelo Marechal Philippe Pétain em 19 de Março de 1919.
Extrato:
"Ele mostrou as melhores qualidades de Chefe nas batalhas de Ormont e Spitzenberg em Setembro de 1914, e na batalha de Steinbach e nos Vosges durante o inverno de 1914-1915. Ele foi ferido em Abril de 1915." - Marechal Philippe Pétain
Fonte:

## 1917 a Perseguição dos Alemães
No início de 1917, ele assumiu o comando da 25ª Divisão de Infantaria e, quando o inimigo recuou, ele os perseguiu até a cidade de Saint-Quentin. Em Agosto, seus homens tomaram os bosques de Avocourt depois de intensos combates. Em Dezembro, ele foi promovido a General.
Fonte:

## 1918 Vitória Com a Mão Vermelha: Soldados Afro-Americanos na batalha

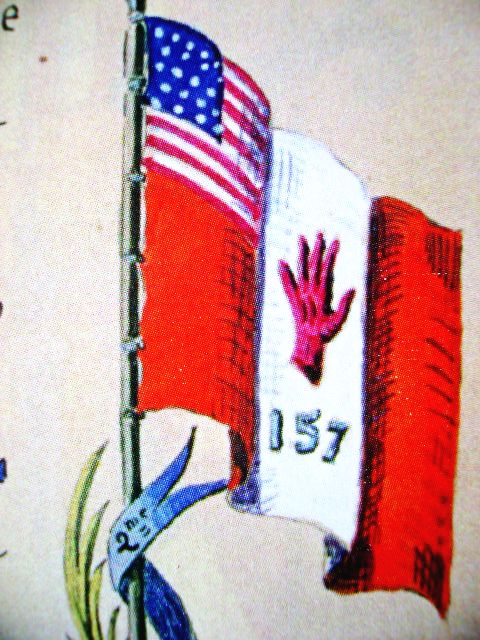
Divisão Mão Vermelha

### Divisão Mão Vermelha
Em Maio de 1918, o General Goybet foi chamado pelo quartel general para comandar a 157ª Divisão, que fora dizimada após "Chemin des Dames". Foi reconstituída juntando o 333º Regimento de Infantaria (Francês) com o 371º e o 372º Regimentos Americanos. (o 372º sendo um dos mais antigos batalhões Afro-Americanos, que remonta à Guerra Civil Americana). O núcleo do 372º era a unidade da Guarda Nacional que havia defendido o Edifício do Capitólio e Washington, D.C.. Essas tropas foram escolhidas porque eram consideradas extremamente leais.
O general Goybet notou especialmente que este era o primeiro dia 4 de Julho a ser celebrado por sua divisão Franco-Americana.
"É uma impressionante demonstração da longa e cimentada amizade que une as nossas duas grandes nações. Os filhos dos soldados de Lafayette cumprimentam os filhos dos soldados de George Washington que vieram lutar como em 1776, num novo e maior modo de independência. O mesmo sucesso que se seguiu às gloriosas lutas pela causa da liberdade certamente coroará o nosso esforço comum e trará a vitória final do direito e da justiça sobre a barbárie e a opressão ”.

A 157ª Divisão participou com o Quarto Exército na Ofensiva Meuse-Argonne. Com ataques violentos, o General Goybet quebrou a frente inimiga em Monthois, capturando muitos prisioneiros e material considerável. Depois disso, ele ocupou os Vosges na frente de Sainte-Marie-aux-Mines.
8 de outubro de 1918

Ordem Geral nº 234
"'Tenho o orgulho de lhe transmitir os agradecimentos e parabéns do General Garnier-Duplessix e quero, ao mesmo tempo, queridos amigos de todas as classes, Americanos e Franceses, transmitir como vosso líder e como soldado, do fundo do meu coração, como sou grato a todos vocês pela glória que adquiriram para a nossa esplêndida 157ª Divisão.
"nestes nove dias difíceis de batalha, vocêc avançaram oito quilômetros, enfrentaram poderosas formações inimigas, capturaram cerca de 600 prisioneiros, 15 armas leves e pesadas, 20 morteiros de infantaria e munição de artilharia e derrubaram 3 aviões. A mão vermelha desta divisão é agora, na verdade, uma mão que cheira a sangue. Eu agarrei o Boche na garganta e o fiz gritar por misericórdia. Nossos gloriosos companheiros que morreram estão bem vingados."

General Goybet comamdante da 157ª Divisão
A bravura dos soldados Afro-Americanos é, sem dúvida alguma, e tem sido reconhecida, mesmo que às vezes seja um longo caminho. Um dos melhores exemplos é Freddie Stowers, do 371º Regimento de Infantaria, que foi postumamente premiado com a Medalha de Honra por excepcional heroísmo excepcional. Suas duas irmãs sobreviventes, Georgina e Mary, receberam a medalha na Casa Branca em 1991 do Presidente George H. W. Bush.
Fonte:

### Medalha de Serviço Distinto entregue pelo General Pershing
"Meu querido General, o Presidente delegou-me para conferir-lhe a Medalha de Serviço Distinto em nome do governo dos Estados Unidos:
Como Comandante da 157ª Divisão Francesa de Infantaria, você tem sido um fator importante no sucesso dos aliados por sua valente liderança e habilidade tática eminente. Os oficiais e soldados dos 371º e 372º Regimentos de Infantaria Americanos consideram uma grande honra ter servido como parte de seu comando nas operações conduzidas por você em Champagne, na França e nos Vosges. "
General John J. Pershing
Fonte:

### Mariano Goybet dá sua honra militar às suas tropas
H.Q. 19 de dezembro de 1918

Ordem Geral No. 248
Oficiais, oficiais não comissionados, sapadores, soldados, artilheiros e homens de cavalaria da 157ª Divisão:
"O Marechal da França, comandante em chefe do Exército Francês, ordenou a dissolução de nossa divisão em 20 de Dezembro de 1918. É, portanto, a última despedida que lhe dirigi neste dia, que é o último em que tenho a honra de vos comandar. Durante sete meses, vocês deram tudo o que eu exigi de vocês. Vocês mostraram-se fortes na defesa, resistentes e agressivos no "Coup de mains", magnificamente corajosos e galantes no ataque.
Vocês gloriosamente terminaram a carreira da 157ª Divisão no decorrer da grande batalha de Champagne, ao quebrar posições fortemente fortificadas, progredindo em uma feroz luta de nove dias por mais de oito quilómetros, tirando do inimigo mil prisioneiros, mais de 20 Armas, várias centenas de metralhadoras e enormes materiais.
Durante a nossa vida em comum, os laços poderosos que nos mantinham juntos foram reforçados pela tristeza de nossas perdas cruéis, bem como pela alegria da vitória. Vocês deram-me a vossa confiança. Pela minha parte, dei-vos a coisa mais preciosa que tinha para dar: A MINHA HONRA MILITAR. Foi colocado em boas mãos. Com o meu coração de soldado eu agradeço.
Os elementos da divisão serão distribuídos para outras organizações. Vocês levarão comvosco tradições de coragem, disciplina e afeição aos vossos novos chefes. Para aqueles que perguntarem de onde vocês vem, vocês responderão com orgulho: 'Somos os soldados da Divisão Goybet, a Divisão com a Mão Vermelha: foi uma excelente Divisão!' E vocês darão prova disso pela vossa conduta. Em memória de nossos queridos mortos, beijei piedosamente as dobras sagradas de seus estandartes. Eles foram desgastados na batalha, eles agora acenam com os ventos da vitória ".

General Goybet
Fonte:

### O Ex-Presidente Theodore Roosevelt sobre a parte dos Afro-Americanos na guerra
Carnegie, Hall New York, em 2 de novembro de 1918

Extrato
"Bem, graças ao Céu que nós entramos, e nossos homens do outro lado, nossos filhos e irmãos do outro lado, homens brancos e pretos, soldados brancos e soldados de cor, têm sido tão ativos que todo o Americano agora pode andar com a cabeça para cima e olhar o cidadão de qualquer outro país do mundo diretamente nos olhos, e termos a satisfação de saber que temos desempenhado o papel decisivo.
"E agora amigos eu quero como Americano agradecer a vocês, e como um americano como vocês congratula los pela honra conquistada e pelo serviço prestado pelas tropas de cor do outro lado."
Fonte:

## Damasco, a Cidade Santa

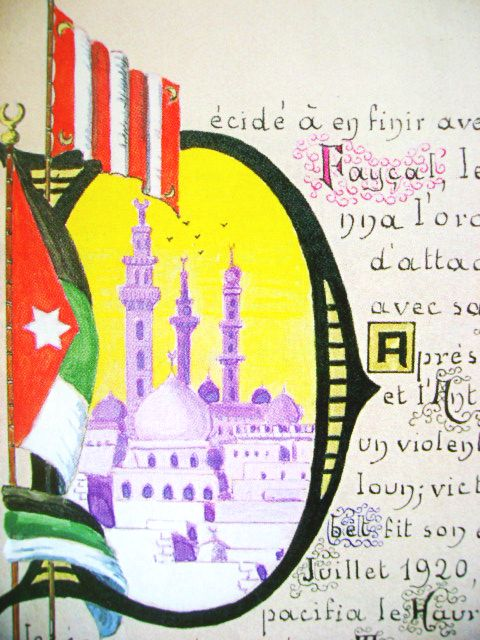
Damasco Julho 1920

Em 1920, o General Goybet foi chamado pelo General Henri Gouraud para comandar a Terceira Divisão do Levante.
A Revolta Árabe, iniciada em 1916, foi uma luta pela independência árabe do Império Otomano. “Laurence da Arábia” ajudou os árabes nessa luta ao lado de Faysal. Eles foram apoiados pelas tropas britânicas do General Edmund Allenby. Damasco caiu em 1 de Outubro de 1918.
"Penso que nós mudamos a corrente da história no Oriente Próximo, pergunto-me como as grandes e poderosas nações deixarão os Árabes seguir seu caminho." - T. E. Lawrence 18 de Outubro de 1918.
Faiçal foi proclamado Rei da Síria em Março de 1920. As nações poderosas dividiriam o Oriente Próximo entre si na conferência de San Remo na Itália em Abril de 1920. O Líbano e a Síria tornaram-se um mandato Francês e em Julho de 1920 a 24ª Divisão comandada pelo General Goybet avançou para Damasco. Após a batalha de Maysaloun, as tropas do General Goybet chegaram a Damasco. Faiçal escapou.
ORDEM GERAL No. 22

Aley, 24 de Julho de 1920

"O General está profundamente feliz em dirigir seus parabéns ao General Goybet e suas valentes tropas: 415 da linha, 2º Atiradores de elite Argelinos, 11º e 10º Atiradores Senegaleses, homens de infantaria ligeira da África, regimento de soldados Marroquinos, baterias de grupos africanos, baterias do 155, 314, companhia de tanques, grupos de bombardeio e esquadrões que na luta dura de 24 de Julho, romperam a resistência do inimigo que nos desafiou por 8 meses ... Eles gravaram uma página gloriosa na história da nossa país." - General Gouraud
Um antepassado do General Goybet foi feito prisioneiro em Damasco - Jean Montgolfier durante a Segunda Cruzada em 1147.
"Não é justiça que permitiu que o descendente de um escravo chegasse vitorioso á Cidade Santa." - Mariano Goybet
Fonte:

## Vida mais tarde
Goybet era apreciado pelos seus comandantes, que o acharam um bom estrategista e um homem muito culto. Ele era amigo dos Generais Gouraud, Debenay, Pétain. Eles admiravam a sua biblioteca particular. Ele tinha uma paixão pelas artes e desenhava muito bem. O livro de família que ele fez é um exemplo de seu lado artístico. Ele também gostava de poesia. Ele correspondeu-se com o seu autor favorito, Rudyard Kipling.
Ele morreu em Yenne, França em 1943.
Fonte: Henri  Goybet

## Condecorações
- Grande Oficial da Legião de Honra
- Croix de guerre 1914–1918 com 4 palmas
- Cruz de Guerra de Operações no Exterior com uma palma
- Medalha Comemorativa da Grande Guerra
- Medalha de Serviço Distinto (EUA)
- Companheiro da Ordem do Banho (GB)
- Cavaleiro de Nichan El-Anouar
- Medalha comemorativa da guerra 1914-1918
- Medalha comemorativa da Síria-Cilícia
- Distintivo de Ferido
- Medalha de Vitória Interaliada 1914-1918
- Comandante da Ordem da Águia Branca (Sérvia)
- Cavaleiro da Ordem da Coroa da Itália
- Oficial da Ordem do Redentor (Grécia)
- Cavaleiro da Ordem de Santo Olavo (Noruega)
- Cavaleiro da Ordem do Mérito Militar de Espanha

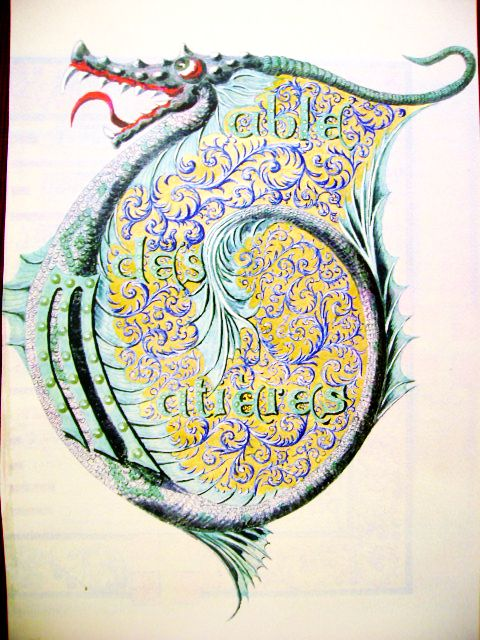
Livro da Família de Mariano Goybet